# Liste der Baudenkmale in Tramm (Mecklenburg)
In der Liste der Baudenkmale in Tramm sind alle Baudenkmale der Gemeinde Tramm (Landkreis Ludwigslust-Parchim) und ihrer Ortsteile aufgelistet (Stand: Januar 2021).

## Tramm
| ID | Lage                    | Bezeichnung               | Beschreibung | Bild                   |
| -- | ----------------------- | ------------------------- | ------------ | ---------------------- |
|    | Blaue Straße 25 (Karte) | Büdnerei                  |              |                        |
|    | Hauptstraße 41 (Karte)  | Büdnerei                  |              |                        |
|    | Hauptstraße 47 (Karte)  | Bauernhaus                |              |                        |
|    | Hauptstraße 54 (Karte)  | Bauernhaus mit Stall      |              |                        |
|    | Hauptstraße 55b (Karte) | ehemalige Schule          |              |                        |
|    | Hauptstraße 61 (Karte)  | Bauernhaus                |              |                        |
|    | Hauptstraße 64 (Karte)  | Bauernhaus                |              |                        |
|    | Hauptstraße             | Kriegerdenkmal 1914/18    |              | Kriegerdenkmal 1914/18 |
|    | Hauptstraße (Karte)     | Kriegerdenkmal 1870/71    |              | Kriegerdenkmal 1870/71 |
|    | Hauptstraße (Karte)     | Kirche mit Feldsteinmauer |              | Weitere Bilder         |

## Bahlenhüschen
| ID | Lage                   | Bezeichnung                                                         | Beschreibung | Bild |
| -- | ---------------------- | ------------------------------------------------------------------- | ------------ | ---- |
|    | Zum Forsthof 2 (Karte) | Forsthof mit Forsthaus, Fachwerkscheune, Fachwerkstall und Backhaus |              |      |

## Göhren
| ID | Lage                      | Bezeichnung                                   | Beschreibung | Bild |
| -- | ------------------------- | --------------------------------------------- | ------------ | ---- |
|    | Bahlenhüschener Straße    | Kriegerdenkmal 1914/18                        |              |      |
|    | Sukower Straße 19 (Karte) | Bauernhaus mit angebauten Wirtschaftsgebäuden |              |      |

## Neu Settin
| ID | Lage             | Bezeichnung              | Beschreibung | Bild |
| -- | ---------------- | ------------------------ | ------------ | ---- |
|    | Friedhof (Karte) | Kapelle und Glockenstuhl |              |      |